# Chionis blanc
Chionis albus
Espèce
Statut de conservation UICN

 LC  : Préoccupation mineure
Synonymes
- Chionis alba

Le Chionis blanc (Chionis albus) est une espèce d'oiseaux de la famille des Chionidae.

## Répartition
Cet oiseau niche à travers la Terre de Graham et les îles Orcades, Shetland et Géorgie & îles Sandwich du Sud ; il hiverne aux îles Malouines et sur les côtes de Patagonie.